# Boukoul
Boukoul est un village néerlandais de la commune de Ruremonde dans le Limbourg néerlandais. En 2006, le village comptait 970 habitants.
Jusqu'en 2007, Boukoul appartenait à la commune de Swalmen.